# 木原溥幸
木原 溥幸（きはら ひろゆき、1939年4月28日 - ）は、日本の歴史学者、香川大学名誉教授。

## 来歴
福岡県生まれ。1962年九州大学文理学部史学科卒、67年同大学院文学研究科博士課程中退。1998年「幕末期佐賀藩の藩政史研究」で九大文学博士。香川大学教育学部助教授、教授、2004年定年退官、名誉教授、徳島文理大学教授。1992年高松市文化奨励賞、1999年四国新聞文化賞受賞。香川歴史学会顧問、地方史研究協議会評議員。2018年秋の叙勲で瑞宝中綬章を受章。

## 著書
- 『幕末期佐賀藩の藩政史研究』九州大学出版会 1997
- 『地域にみる讃岐の近世』美巧社 2003
- 『藩政にみる讃岐の近世』美巧社 2007
- 『讃岐・江戸時代の町、村、島』文芸社 2008
- 『近世讃岐の藩財政と国産統制』溪水社 2009
- 『佐賀藩と明治維新』九州大学出版会 2009
- 『近世後期讃岐の地域と社会』美巧社 2012

### 共編著
- 『古代の讃岐』編 美巧社 1988
- 『香川県の歴史』（県史）丹羽佑一, 田中健二, 和田仁共著 山川出版社 1997
- 『近世の讃岐』編 美巧社 2000
- 『街道の日本史　讃岐と金毘羅道』和田仁共編 吉川弘文館 2001
- 『史料にみる讃岐の近世』編 美巧社 2010
- 『香川県謎解き散歩』編 新人物文庫 2012 ISBN 978-4-404-04220-0

## 参考
- J-GLOBAL
- 『現代日本人名録』2002年